# تورانو نوفو
تورانو نوفو (بالإيطالية: Torano Nuovo)‏ هي بلدية في مقاطعة تيرامو في إقليم أبروتسو الإيطالي.

## السكان
في سنة 1861 بلغ عدد السكان 1٬637 نسمة، وتطور العدد ليصل في سنة 2011 لـ 1٬658 نسمة.
يظهر هذا المخطط البياني تطور النمو السكاني لـ تورانو نوفو